# (32568) 2001 QD71
2001 QD71 (asteroide 32568) é um asteroide da cintura principal. Possui uma excentricidade de 0.25785020 e uma inclinação de 5.11762º.
Este asteroide foi descoberto no dia 18 de agosto de 2001 por LINEAR em Socorro.